# Притча за талантите
Притчата за талантите е разказана от Божия Син на жителите на юдейския Йерусалим на Велики вторник, т.е. хронологически след Велики понеделник, когато предрича съдбата на безплодната смоковница (символизираща Юдея) и гони търговците от Йерусалимския храм.

## Притчата
Според притчата един човек поверил на своите слуги пари – таланти, като всеки от слугите си обдарил според способностите им и усърдието им в учението. На един от слугите си човекът поверил пет таланта, на друг – два, а на трети – един талант, като и им заповядал да пуснат тези пари в обращение, т.е. за да принесат те печалба или умножение на богатството.
Всеки от слугите се опитал според способностите и възможностите си да използва максимално добре талантите, като на първия с петте таланта те донесли огромна печалба – още пет таланта, вторият също двойно умножил дадените му пари. А третият се изплашил, че може да загуби своя талант и го закопал в земята, за да го върне на господаря си без загуба и за да не бъде виновен за загубата му. Притчата има и алюзията с апостолите (Матея 25:14 – 30).
На следващия ден, Велика сряда, мъдрецът разказал тази притча и бил миропомазан от една грешница в Йерусалим.

## Стойност на таланта
Талантът е бил единица за тегло, равна на около 36 килограма, а при използването му като парична единица е оценяван като същото тегло сребро. Като единица за валута, талантът струвал около 6000 денария. Тъй като един денарий е бил обичайното заплащане за един работен ден, стойността на таланта възлизала на около двадесет години труд от обикновен човек. По съвременните стандарти това възлиза на около 300 – 500 хил. долара.